# Фонтана, Карло
Карло Фонтана (итал. Carlo Fontana; 22 апреля 1638, Новаццано, Тичино или Швейцария — 5 февраля 1714[…], Рим) — итальянский архитектор, инженер, рисовальщик и скульптор, мастер зрелого римского барокко.

## Биография
Как и многие мастера итальянской архитектуры, Карло Фонтана происходил из кантона Тичино итальянской Швейцарии и начинал карьеру в Комо. Сын Франческо Амедео и Чечилии Пиццалморе из Ранкате (Комо). Точная дата его прибытия в Рим неизвестна, вероятно, около 1653 года, когда ему было пятнадцать лет. Его первым учителем был Джованни Мария Болино, а не Дж. Л. Бернини или Пьетро да Кортона, как предполагалось ранее.
Карло Фонтана с 1660 года под руководством Дж. М. Болино участвовал «участвовал в работах в области гидротехники», в восстановлении церкви Сан-Марко. Болино познакомил его с Пьетро да Кортона, о чём свидетельствует их совместная работа по возведению фасада и реконструкции интерьера церкви Санта-Мария-делла-Паче (1657—1658). Карло Фонтана работал в мастерской Дж. Л. Бернини, в частности, над возведением колоннады и оформлению площади Св. Петра, папской лестницы Скала Реджа (1663), на работах в церкви Санта-Мария-дей-Мираколи (1662—1679). К. Фонтана заканчивал начатый Бернини Палаццо Людовизи (1650—1694), по наброскам Бернини составил проект перестройки фасада Палаццо Киджи-Одескальки на Площади Санти-Апостоли (1665—1667). В эти годы Карло Фонтана проявил себя в качестве выдающегося рисовальщика. Многочисленные рисунки, относящиеся к дворцу и площади, подписанные Фонтаной, хранятся в Апостольской библиотеке Ватикана.
В 1660-х годах Карло Фонтана сотрудничал с третьей «студией» Карло Райнальди в Риме. Для него Фонтана в 1662 году сделал два рисунка, относящихся к фасаду церкви Сант-Андреа-делла-Валле. Он конкурировал с Райнальди при проектировании церквей-близнецов на площади Пьяцца-дель-Пополо.
Фонтана проектировал десятки римских палаццо, церквей и капелл, обновил интерьер Санти-Апостоли, предложил проложить в Ватикан магистраль наподобие виа делла Кончилиационе. В 1669 году его проект по защите Виа Фламиния в районе Сант-Андреа и виллы Джулия от регулярных разливов Тибра был предпочтён предложениям других архитекторов, включая Карло Райнальди.
15 мая 1667 года Карло Фонтана был избран в члены Академии Святого Луки, положение, которое, среди прочего, давало ему право принимать в свою мастерскую учеников и преподавать в Академии. В 1668 году он стал кавалером Ордена Христа.
Между 1676 и 1679 годами Папа Иннокентий XI приказал возвести церковь внутри Колизея в честь христианских первомучеников. Фонтана разработал проект круглого санктуария в центре арены, но он не был реализован. Фонтана также проектировал монумент шведской королевы Кристины в соборе Св. Петра в Ватикане (1697). Шедевром импровизации является проект церкви августинцев Сан-Марта аль-Колледжо Романо (1671—1674). Это была церковь шестнадцатого века с одним нефом, которую Фонтана модифицировал, добавив боковые капеллы и значительно подняв свод. Внутреннее убранство также, вероятно, продумано Фонтаной и выполнено Л. Ретти и Дж. Б. Гаулли. Абсолютным шедевром считается главный алтарь кармелитов церкви Санта-Мария-ин-Траспонтина, построенный в 1674 году. Эталоном зрелого стиля римского барокко признан вогнутый фасад церкви Сан-Марчелло-аль-Корсо (1682—1683).
Слава о Фонтане как о наследнике Бернини разнеслась по всей Европе. Одним из первых архитекторов он проектировал за пределами Италии. Грандиозный ансамбль базилики Лойолы в Испании (1681—1738) строился по проекту Фонтаны, оказав влияние на зодчих колониальной Америки и южногерманских земель. По эскизам папского архитектора строили фонтаны, надгробные памятники и алтари по всей Европе. В 1694 году он опубликовал подробное описание собора Святого Петра с множеством гравюр. В Виндзоре хранятся 27 томов рукописей Карло Фонтаны.
В 1694—1699 годах Карло Фонтана был президентом (principe) Академии Святого Луки. В этой деятельности его поддерживал сын: Франческо Фонтана (1668—1708). О преданности делу обучения и внимании к молодым коллегам свидетельствует исключительное количество учеников. Под руководством Карло Фонтаны Академия достигла большого авторитета. Академические конкурсы стали проводить на Кампидольо; выбор тем определял Франческо Фонтана (вице-президент академии), который преподавал в Академии архитектуру. Карло Фонтана уделил особое внимание празднованию столетия Академии в 1693 году, чтобы показать важность этого учреждения, которое вместе с Французскими академиями архитектуры, живописи и скульптуры, а также Французской академией в Риме, приобрело международную известность.
По убеждению Папы Климента XI именно в Академии, подобно архитектурной лаборатории, необходимо экспериментировать с темами городской застройки и монументального значения. В 1706 году Франческо Фонтана предложил тему: фонтан на городской площади, косвенно отсылающую к идее будущего фонтана Треви. Не менее поучительной была тема, предложенная в 1711 году: новая ризница для собора Святого Петра.
Благодаря интересам римских Пап, которые ставили на первое место восстановление раннехристианских церквей, Фонтана в 1701 году получил заказ на восстановление фасада церкви Санта-Мария-ин-Трастевере. Важным событием для Рима стало обустройство городского порта Рипетта, в обсуждении проекта и строительстве которого Карло Фонтана также принимал участие (1703—1704). В 1702 году он руководил реставрацией Казино Пия IV в садах Ватикана, внося многочисленные изменения в декоративное убранство интерьера.
В римской мастерской Карло Фонтаны работали видные мастера европейского барокко, такие как австрийцы Лукас фон Гильдебрандт и Иоганн Бернхард Фишер фон Эрлах, швед Никодемус Тессин-младший, немец Маттеус Пёппельман, англичанин Джеймс Гиббс, а также зачинатель сицилийского барокко Джованни Баттиста Ваккарини, работавший при испанском дворе Филиппо Юварра и представитель петровского барокко в России — Николо Микетти.
Архитектором был Джироламо Фонтана, племянник Карло Фонтана (ок. 1665—1701). Благодаря его работе в качестве театрального архитектора у нас есть значительное собрание гравюр с его сценических рисунков высокого качества (1690, Нью-Йорк, Метрополитен-музей, Коллекция эстампов). Карло Стефано, младший брат Джироламо (родился в Риме около 1675 года), сотрудничал со своим дядей, упоминается в документах Академии Святого Луки как выигравший вторую премию на конкурсе 1703 года на тему «Папский дворец». Он сотрудничал с Филиппо Юваррой. Мауро, сын Франческо Фонтана (2 января 1701 — 17 июля 1767, Рим), также римский архитектор. Его первой работой был главный алтарь церкви Санта-Мария-делла-Виттория (утрачен в 1833 году). Известны и другие работы в Риме. В 1758 году Мауро Фонтана стал членом Академии Святого Луки, был избран её президентом в 1762 году.

## Основные постройки в Риме
- 1655: Церковь Сан-Бьяджо-ин-Кампителли
- 1662—1679: Церковь Санта-Мария-дей-Мираколи на Пьяцца-дель-Пополо. В сотрудничестве с Джан Лоренцо Бернини
- 1671: Капелла Сикста V в базилике Санта-Мария-Маджоре
- 1671: Капелла Джинетти в церкви Сант-Андреа-делла-Валле
- 1674: Фонтан на площади Санта-Мария-ин-Трастевере. Восстановление
- 1675: Фонтан на площади Сан-Пьетро
- 1682—1683: Фасад церкви Сан-Марчелло-аль-Корсо
- 1682—1687: Капелла Чибо в церкви Санта-Мария-дель-Пополо
- 1694—1697: Палаццо Джустиниани. Реконструкция
- 1694—1697: Палаццо Монтечиторио
- Надгробия Пап Климента XI и Иннокентия XII в соборе Святого Петра
- 1702: Монумент королевы Швеции Кристины в соборе Святого Петра
- 1702—1708: Базилика-дей-Санти-Додичи-Апостоли. Интерьер
- 1705: Капелла Альбани в церкви Сан-Себастьяно-фуори-ле-мура
- 1706: Здания конвента Сан-Микеле-а-Рипа. Совместно с Маттиа де Росси
- 1708: Интерьер библиотеки кардинала Дж. Казанате монастыря Санта-Мария-сопра-Минерва
- 1713—1719: Базилика Сан-Клементе. Реставрация интерьера

## Галерея

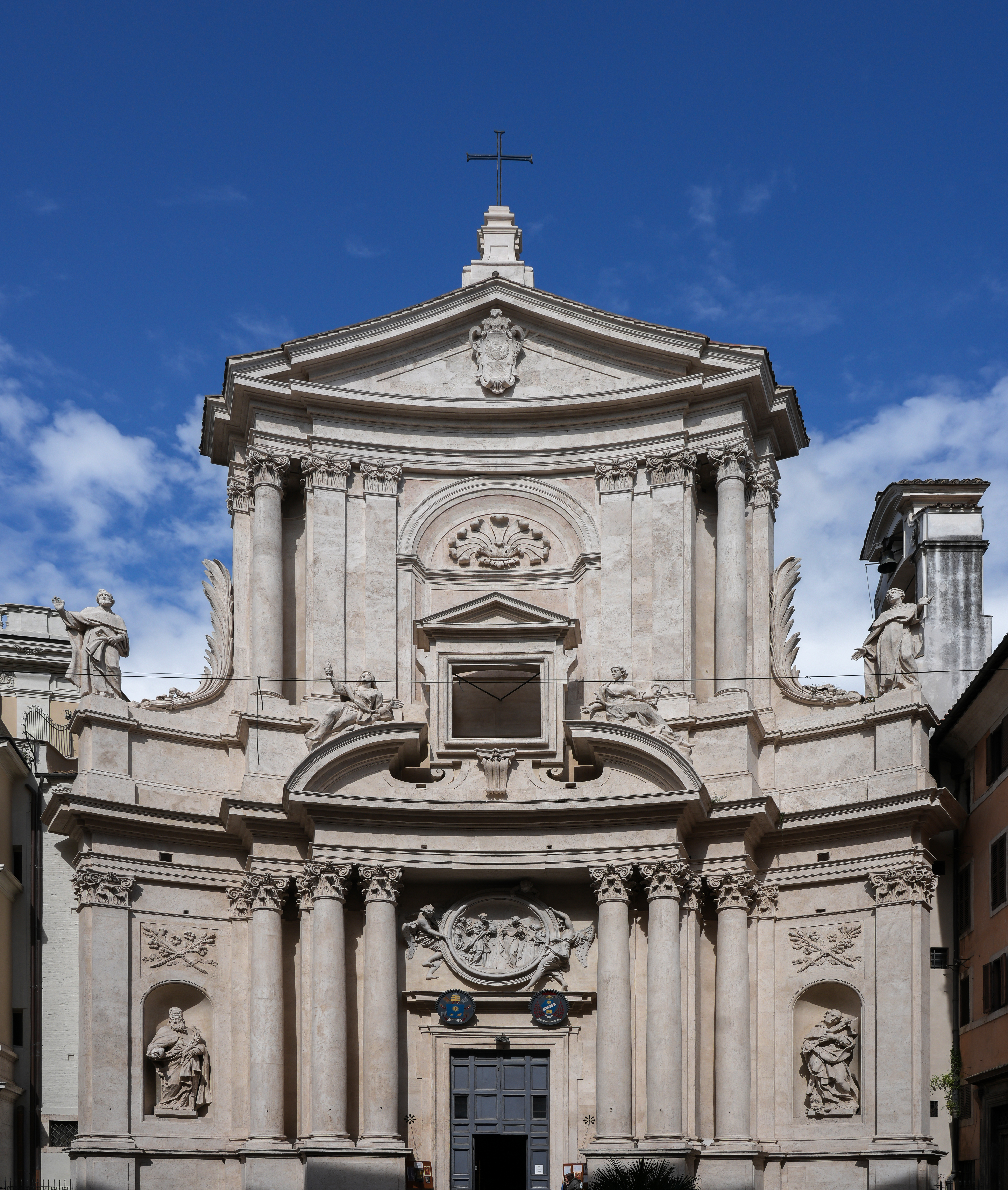
Сан-Марчелло-аль-Корсо. Рим. Фасад. 1682—1683
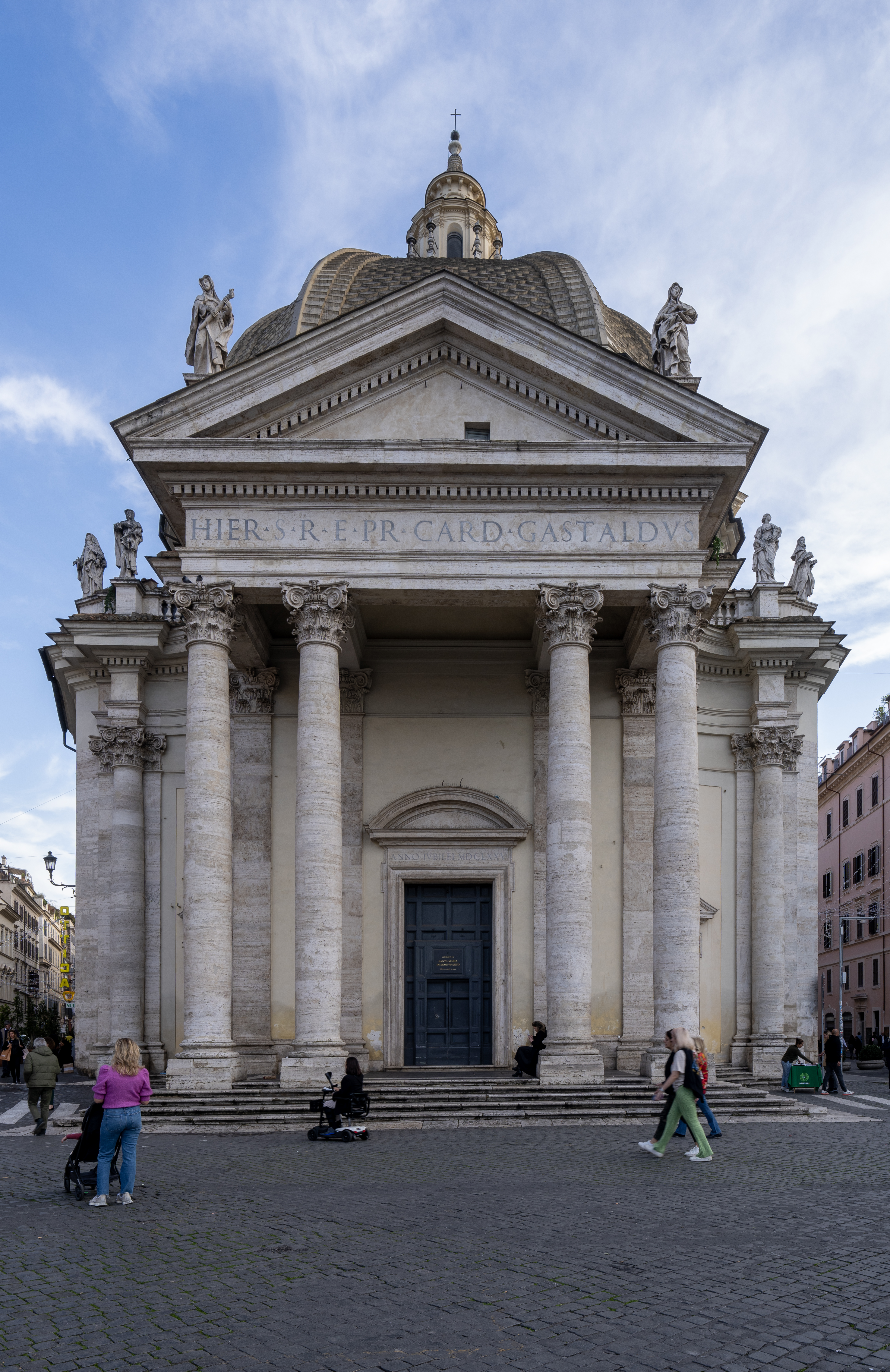
Церковь Санта-Мария-ин-Монтесанто на Пьяцца дель Пополо. Рим. 1662—1679
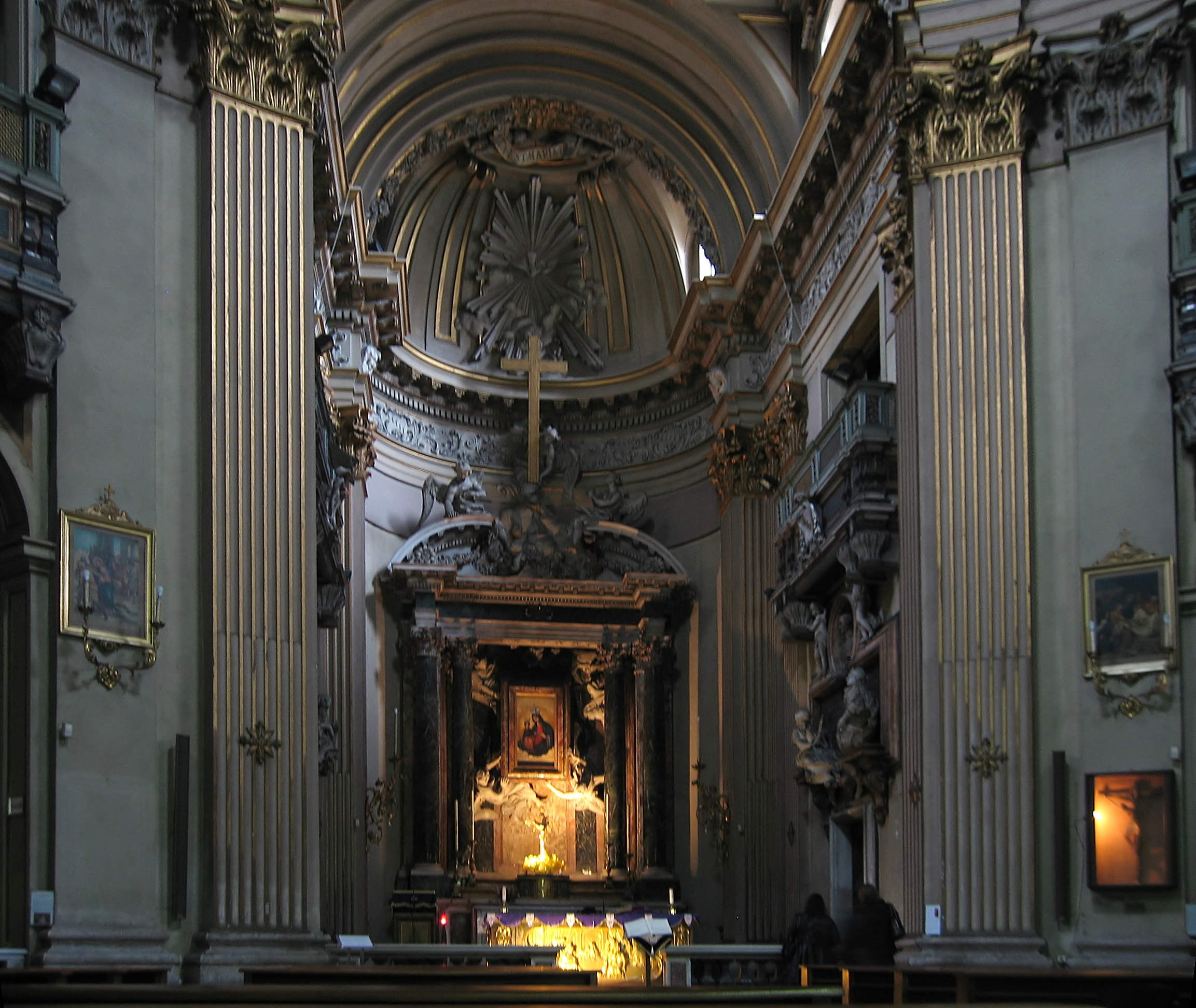
Санта-Мария-дей-Мираколи. Рим. Апсида. 1662—1679
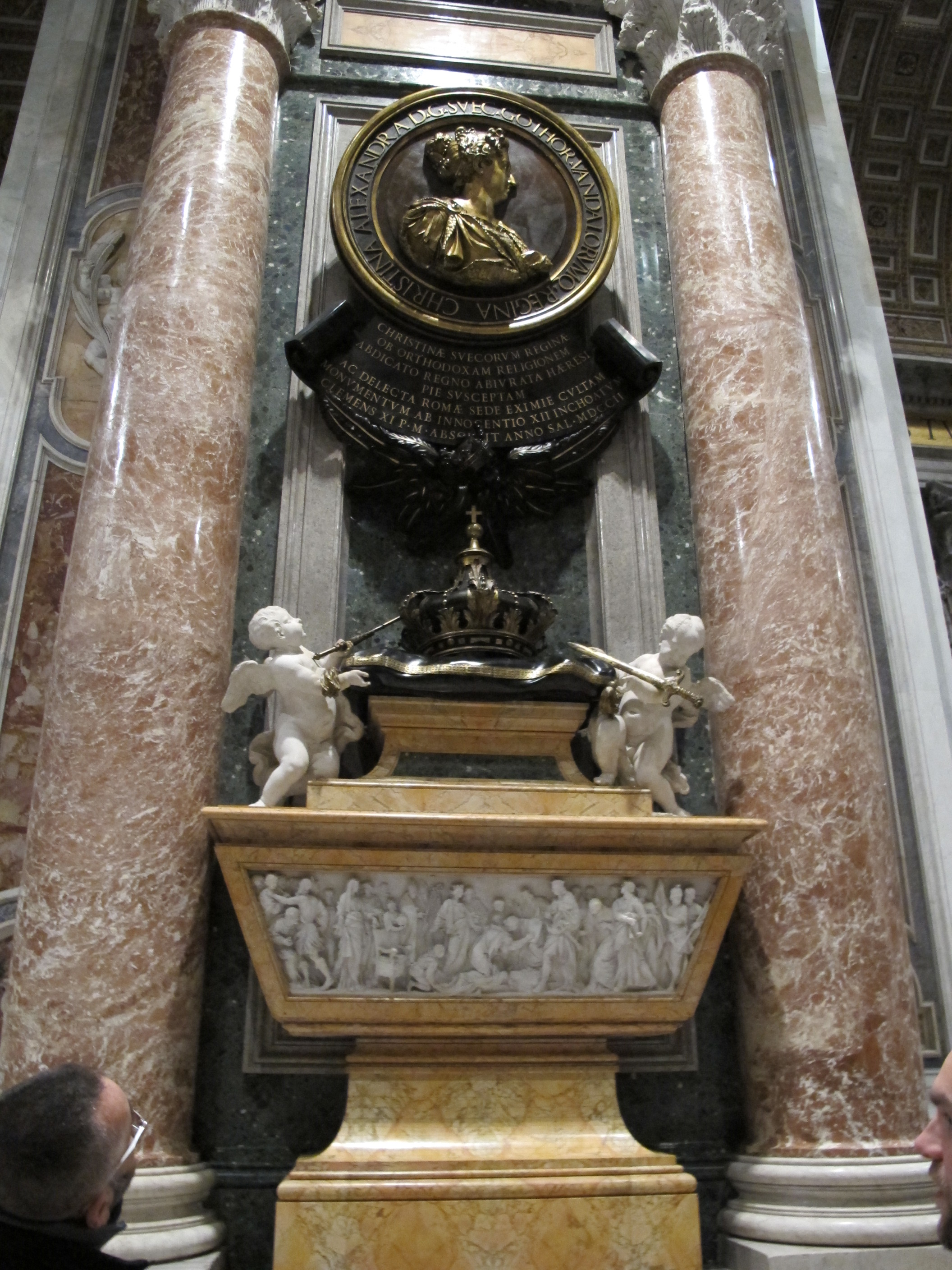
Надгробие королевы Кристины Шведской. 1702. Собор Святого Петра, Ватикан
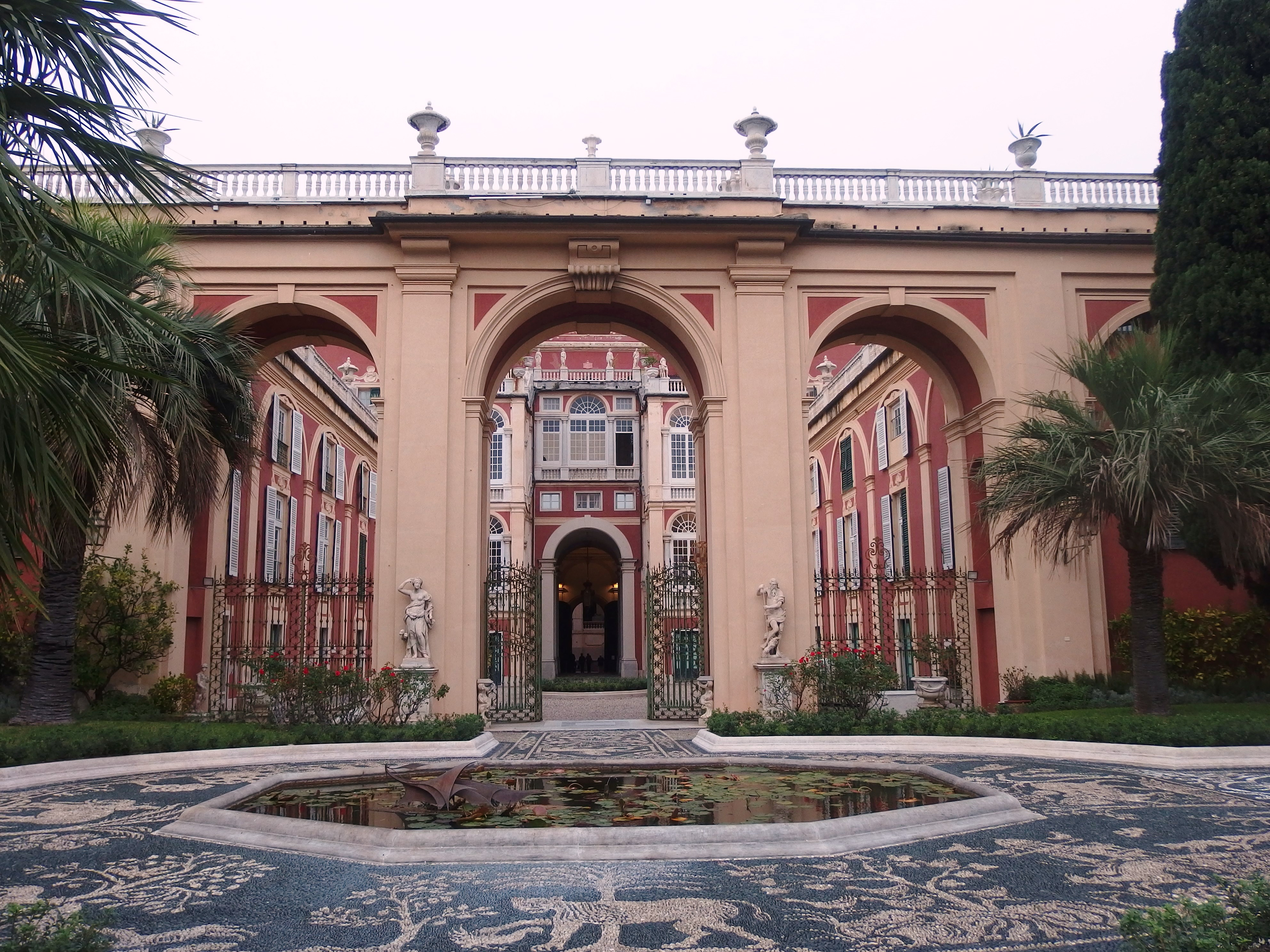
Палаццо Реале в Генуе. Новый двор. 1705
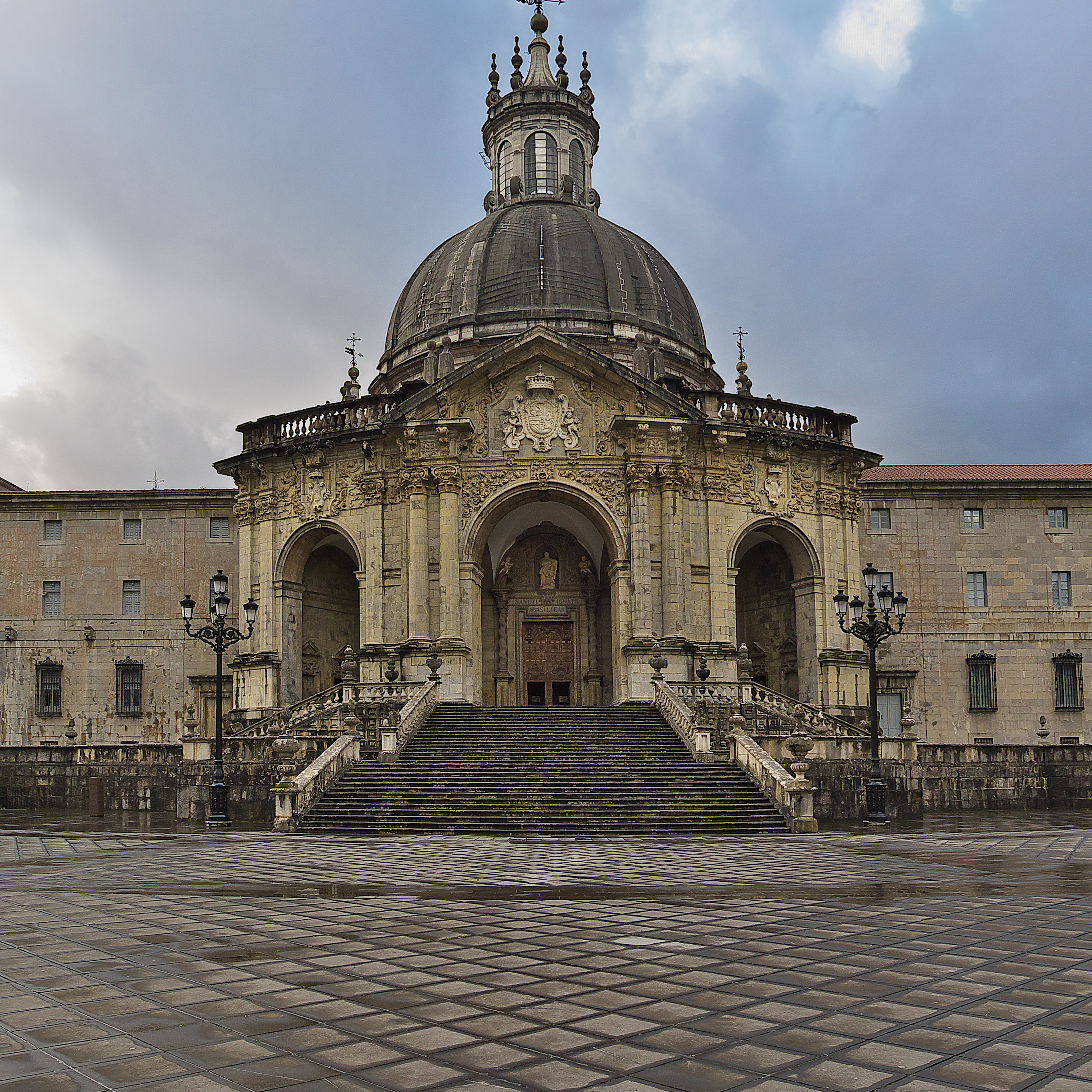
Сантуарио Сант-Иньяцио де Лойола. Аспейтия. Испания. 1680-е годы
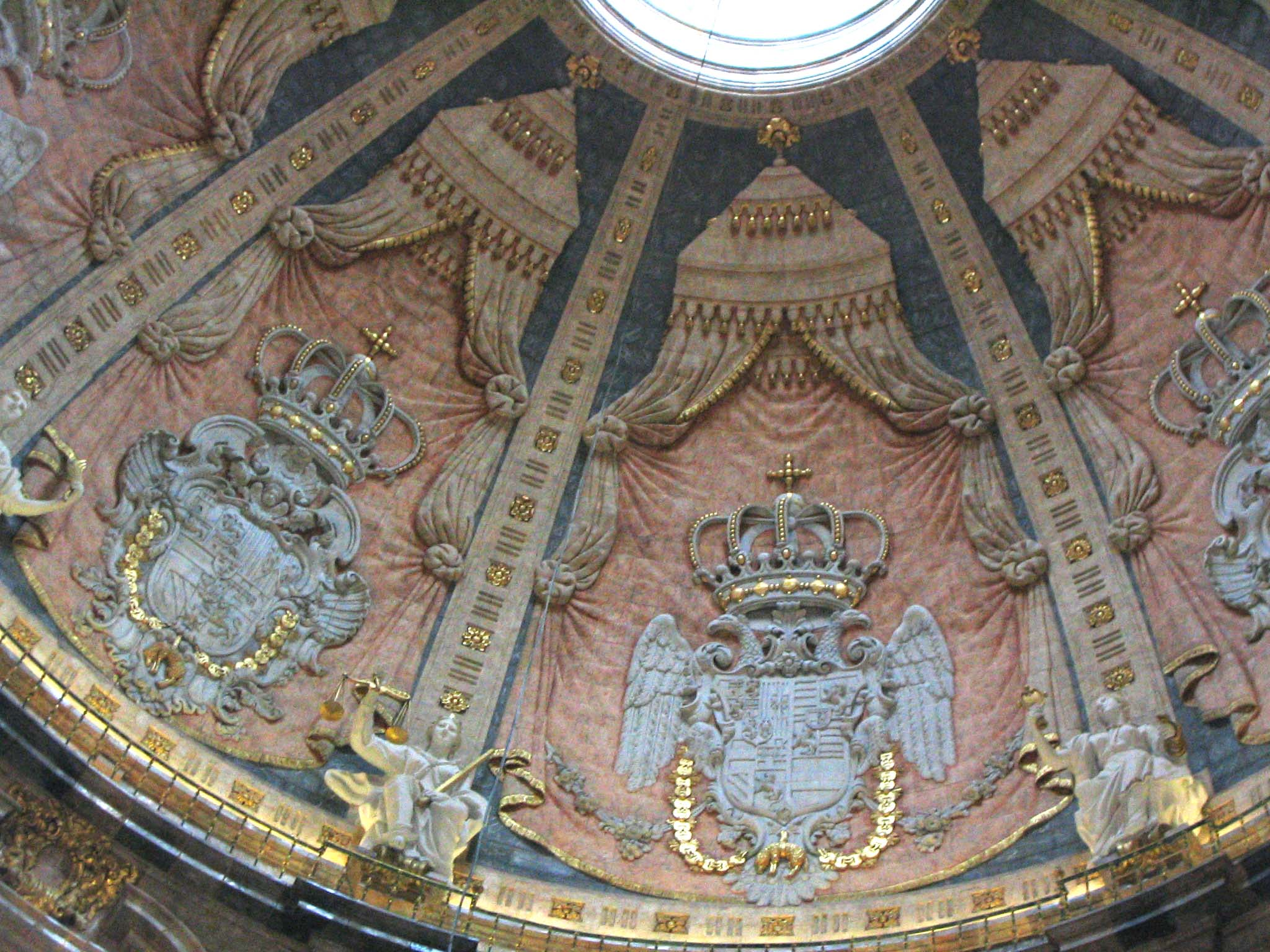
Сантуарио Сант-Иньяцио де Лойола. Вид купола